# 米哈伊尔·伊万诺维奇·巴尔苏科夫 (科学家)
米哈伊尔·伊万诺维奇·巴尔苏科夫（羅馬化：Mikhail Ivanovich Barsukov；1890年1月23日—1974年4月4日）是苏联科学家和卫生组织者。他于1951年获得医学全博士学位，并于1952年成为教授。
他出版了200多篇科学出版物，也参与了多部学术著作集的编辑，其中包括苏联医学史学家第一次代表大会和会议的材料。

## 生平
巴尔苏科夫于1890年1月23日（儒略历为11日）出生于莫斯科。
他于1914年毕业于莫斯科帝国大学医学院，获医学博士学位。他在俄罗斯帝国军队服役期间参加了第一次世界大战。1917年，他成为彼得格勒军事革命委员会医疗卫生部主席，直到1918年，他担任军事卫生总局董事会主席和医学院理事会副主席。

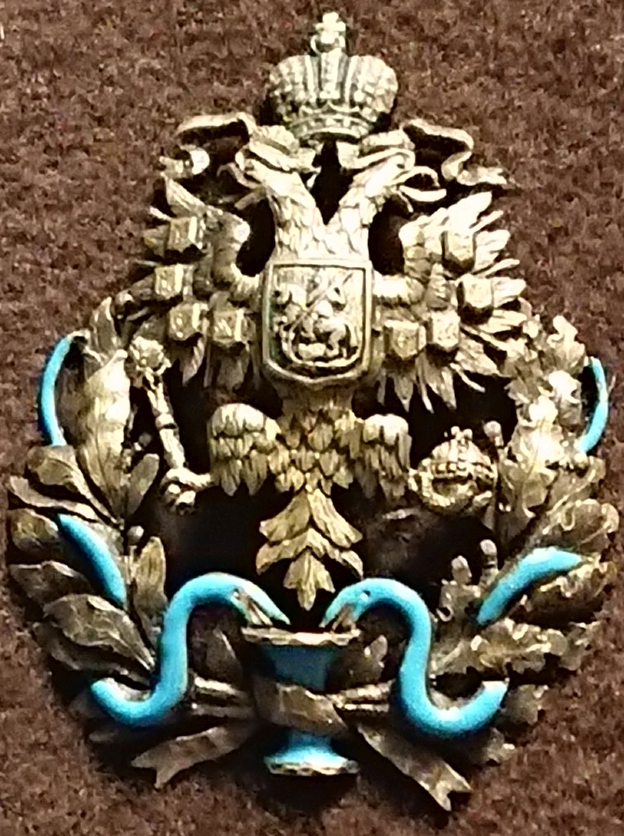
巴尔苏科夫的医生胸甲（1914年）

1918年至1920年间，他参加了俄罗斯内战，担任东部、南部、西南和西部军区的军事卫生部门负责人。1920年至1921年间，他担任全乌克兰卫生保健委员会主席；1921年至1922年间，他担任“Medsantrud联盟”（医务工作者工会）中央委员会成员；1923年至1924年间，他担任远东地区卫生部门主任。他为该地区的疗养建设奠定了基础，并于1924年参加了第四次全国疗养大会。
在苏德战争期间，他担任加里宁和波罗的海第一战线上疏散点的负责人。1944年战争结束时，他被借调到军事医学博物馆，并付出了大量努力，将其变成了苏联军事医学的主要科学中心。从1945年起，他在全联盟社会卫生和卫生组织研究所领导苏联卫生保健史系，并于1946年为候选人的论文答辩。他于1950年完成了题为《伟大的十月社会主义革命和苏联医疗保健的组织》的博士论文。.
巴尔苏科夫于1974年4月4日逝世于莫斯科；安葬于韦坚斯科耶公墓（29号地点）